# Pays de Waes (schip, 1912)
Het stoomschip Pays de Waes (Waasland) was een Belgisch vracht- en passagiersschip van de rederij Lloyd Royal Belge (later de CMB). Dit schip werd tijdens de Tweede Wereldoorlog getorpedeerd in de Atlantische Oceaan.

## Geschiedenis
De Pays de Waes werd gebouwd door Denny W. & Bros. Ltd., Dumbarton, als Indarra voor de Australasian United S.N. Co. Het werd in 1920 verkocht aan Lloyd Royal Belge en hernoemd Pays de Waes, varend onder Engelse vlag en geregistreerd in Londen. Het mat 9.735 ton en leidde vanaf 16 september 1920 de nieuwe passagiersdienst in tussen Antwerpen en Zuid-Amerika. Het schip had een zwarte romp met aan de voorsteven een witte verschansing en dito bovenbouw. Ze had twee hoge masten en twee kleinere masten, vooraan en achteraan het schip, met gezamenlijk 12 laadbomen. Typisch voor die tijd had ze zwarte schoorstenen.
In 1923 werd het schip weer verkocht aan Osaka Shosen K.K., Japan en hernoemd Horai Maru. Het werd 1 maart 1942 aangevallen door geallieerde vliegtuigen. Maar het zonk uiteindelijk door een verkeerd gerichte torpedo van de Japanse onderzeeër Mogami, die er twee Amerikaanse oorlogsschepen mee aanviel.